# Barrio Ictinos
El Barrio Ictinos se encuentra en la comuna de Peñalolén, entre las calles Molineros, Dip. Laura Rodríguez, Av. Tobalaba y A. Sepúlveda en la ciudad de Santiago de Chile. Se caracteriza por su alto comercio y servicios públicos a la población de la comuna.

## Historia
En la década del 60 se comenzó la construcción de este sector, el cual fue adquiriendo comercialidad en 1971, hasta que en 1973 muchos locales comerciales quebraron, debido al Golpe de Estado, en donde la comuna fue una de las mayores afectadas.
Cerca del año 1984 nuevos dueños compraron los locales, y a medida de los años el sector se fue renovando, se han ido construyendo nuevos locales, edificios, casas, es tanta la importancia del sector que en 1995 las casas y locales del sector subieron sus precios en más de $4 millones de pesos cada uno.

## Importancia
Desde que se creó la comuna de Peñalolén la intersección Grecia con Ictinos tuvo un importante proceso cultural. En la Plaza Altiplano se han hecho numerosas conmemoraciones a los afectados de 1973, también es el punto en donde aspirantes a presidentes, alcaldes y concejales dan sus proposiciones a la comuna, también se ofrecen fiestas, ferias libres, e incluso hay una unidad policial móvil.